# ملاس داكن
ملاس داكن (الاسم العلمي: Leotia atra) هو نوع من الفطريات يتبع جنس الملاس من الفصيلة الملاسية 